# Туа-тхам
Туа-тхам, туа-мыанг (тайск. อักษรธรรม, аксон-тхам, от ธรรม — дхарма) — письменность индийского происхождения, используемая в северном и северо-восточном Таиланде и Лаосе для языков кхын и тай-лы, а также для записи религиозных текстов на пали, санскрите и лаосском языке, где оно называется «духовным» письмом, в отличие от обычного, гражданского, лаосского письма. Ранее было широко распространено в религиозной сфере и было важным средством получения образования, когда последнее было в основном в ведении буддистских монахов.
Восходит к монскому письму, происходит из монского города Харипунджая.